# Green Bottles for Marjorie: The Lost BBC Sessions
Green Bottles for Marjorie: The Lost BBC Sessions is het negenendertigste album van de Britse progressieve rockband Caravan. Het album omvat een aantal BBC-opnames die in de archieven van de omroep teruggevonden zijn.
De opnames zijn gemaakt op 31 december 1968 (nummers 1-4), op 16 mei 1971 (nummers 5-7) en op 11 april 1972 (nummer 8) in de BBC studio’s in Londen.

## Tracklist
1. Green Bottles For Marjorie - 2:36 (Pye Hastings)
2. Place Of My Own - 4:13 (Pye Hastings)
3. Feelin', Reelin', Squealin' - 5:43 (Kevin Ayers)
4. Ride - 4:20 (Pye Hastings)
5. Nine Feet Underground - 19:20 (David Sinclair)
6. In The Land Of Grey And Pink - 4:05 (Richard Sinclair)
7. Feelin', Reelin', Squealin' - 10:10 (Kevin Ayers)
8. The Love In Your Eye - 11:47 (Pye Hastings)

## Bezetting
- Pye Hastings, zang, gitaar
- David Sinclair keyboard (behalve het achtste nummer)
- Richard Sinclair, basgitaar, zang
- Richard Coughlan, drums
- Steve Miller keyboard (alleen op het achtste nummer)